# Panamakanalzone
Die Panamakanalzone (spanisch Zona del Canal de Panamá; englisch Panama Canal Zone) war ein 1432 km² großes Territorium innerhalb Panamas. Sie bestand aus dem Panamakanal und einem Streifen von je 5 Meilen (8,1 km) auf jeder Seite der Kanaltrasse (außer Panama-Stadt und Colón, die ansonsten teilweise in dem Gebiet gelegen hätten) sowie der Gesamtfläche des Gatúnsees.

## Geschichte
Im Jahr 1821 löste sich Panama von Spanien und wurde Teil von Großkolumbien unter Simón Bolívar. In den 1830er und 1840er Jahren wurde mehrmals die Unabhängigkeit von der Republik Neugranada (ehemals Kolumbien) erklärt, aber schnell rückgängig gemacht. Infolge einer militärischen Intervention der USA spaltete sich das heutige Panama unter Übergangspräsident José Agustín Arango nach dem Panamakonflikt am 3. November 1903 von Kolumbien ab.
Die Panamakanalzone wurde am 18. November 1903 mit der Unterzeichnung des Hay-Bunau-Varilla-Vertrages gegründet und stellte die Zone unter die Kontrolle der Vereinigten Staaten (siehe die Beziehungen der Länder). Sitz der Verwaltung war Balboa. Als in den 1930er Jahren der Alajuelasee angelegt wurde, um die Wasserversorgung der Schleusen zu gewährleisten, wurde dieser in die Zone integriert.

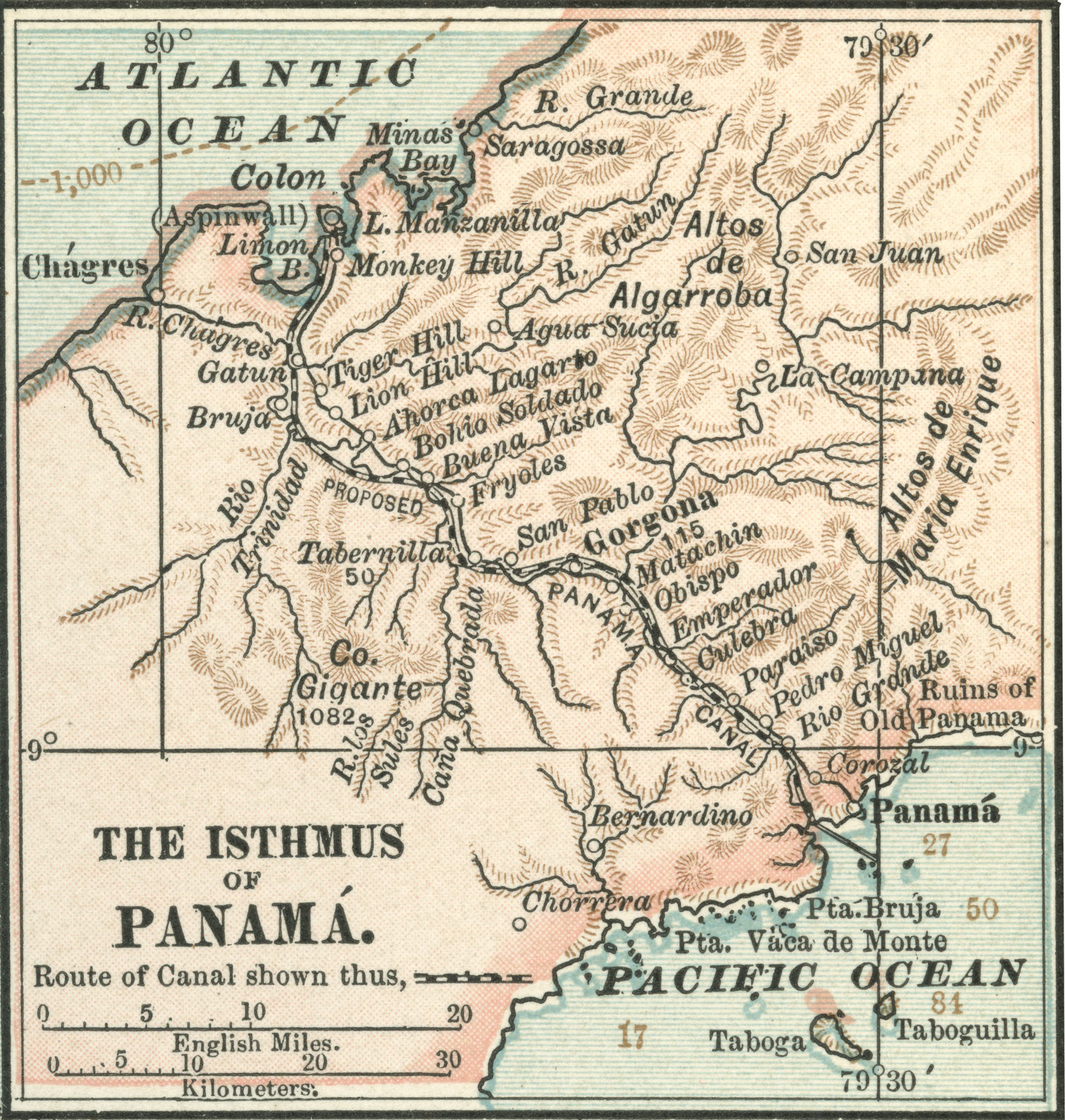
Karte des Gebiets vor dem Bau des Kanals

Von 1903 bis 1979 wurde das Gebiet ausschließlich von den Vereinigten Staaten kontrolliert, die den Kanal gebaut und finanziert hatten, und mittels Gouverneuren regiert. 1964 kam es beim Flaggenstreit zwischen den USA und Panama zu Auseinandersetzungen zwischen US-Militär und panamaischen Demonstranten, in deren Verlauf mehrere Personen getötet wurden.
Außer in Krisenzeiten oder bei politischen Spannungen konnten Panamaer die Zone frei betreten. Der Hay-Bunau-Varilla-Vertrag von 1903 schränkte jedoch ihr Recht ein, in den Geschäften der Zone einzukaufen, um den panamaischen Einzelhandel zu schützen. Während der US-Kontrolle über die Kanalzone wurde das Gebiet (außer dem Kanal selbst) hauptsächlich für militärische Zwecke genutzt. Dennoch gab es annähernd 3000 ständige zivile Einwohner (engl. Zonians).
1977 wurde in den Torrijos-Carter-Verträgen die Neutralität des Kanals vereinbart. Ab 1979 stand der Kanal selbst unter gemeinsamer US-panamaischer Kontrolle. Im Dezember 1989 und Januar 1990 fand im Bereich der Kanalzone der US-Militäreinsatz Operation Just Cause statt, bei der das Regime des panamaischen Machthabers Manuel Noriega gestürzt wurde und mehrere Hundert Zivilisten zu Tode kamen.
Am 31. Dezember 1999 gingen die Hoheitsrechte an der Kanalzone vollständig auf Panama über. Für den Betrieb, die Verwaltung und die Modernisierung des Kanals ist seitdem die Panamakanal-Behörde (Autoridad del Canal de Panamá – ACP) zuständig.
Die militärische Nutzung durch die Vereinigten Staaten endete, als die Zone wieder an Panama kam. Die Kanalzone ist mittlerweile vollständig in das Wirtschaftssystem Panamas eingebunden und zu einer Touristenattraktion geworden, besonders für das Spotting von Schiffen auf dem Kanal.

## Gouverneure der Panamakanalzone

### Militärgouverneure (1904–1914)
| Bild | Name (Lebensdaten)                       | von               | bis              | Anmerkungen             | Literatur |
| ---- | ---------------------------------------- | ----------------- | ---------------- | ----------------------- | --------- |
|      | George Whitefield Davis (1839–1918)      | 14. Mai 1904      | 24. Mai 1905     |                         |           |
|      | Charles Edward Magoon (1861–1920)        | 25. Mai 1905      | 12. Oktober 1906 |                         | [ 1 ]     |
|      | Richard Reid Rogers (1867–1949)          | 19. November 1906 | 31. März 1907    | General Counsel der ICC |           |
|      | Joseph Clay Stiles Blackburn (1838–1918) | 1. April 1907     | 4. Dezember 1909 |                         |           |
|      | Maurice Thatcher (1870–1973)             | 13. Mai 1910      | 8. August 1913   |                         |           |
|      | Richard Lee Metcalfe (1861–1954)         | 9. August 1913    | 31. März 1914    |                         |           |

### Militär- und Zivilgouverneure (1914–1924)
| Bild | Name (Lebensdaten)                     | von             | bis              | Anmerkungen                                                        | Literatur |
| ---- | -------------------------------------- | --------------- | ---------------- | ------------------------------------------------------------------ | --------- |
|      | George Washington Goethals (1858–1928) | 1. April 1914   | 10. Januar 1917  | Erster „U.S. Civil Governor“, ernannt von Präsident Woodrow Wilson | [ 2 ]     |
|      | Chester Harding (1866–1936)            | 11. Januar 1917 | 27. März 1921    |                                                                    | [ 2 ]     |
|      | Jay Johnson Morrow (1870–1937)         | 28. März 1921   | 15. Oktober 1924 |                                                                    | [ 2 ]     |

### Zivilgouverneure (1924–1979)
| Bild | Name (Lebensdaten)                  | von              | bis                | Anmerkungen                      | Literatur |
| ---- | ----------------------------------- | ---------------- | ------------------ | -------------------------------- | --------- |
|      | Meriwether Lewis Walker (1869–1947) | 16. Oktober 1924 | 15. Oktober 1928   |                                  | [ 2 ]     |
|      | Harry Burgess (1872–1933)           | 16. Oktober 1928 | 20. Oktober 1932   |                                  | [ 2 ]     |
|      | Julian Larcombe Schley (1880–1965)  | 21. Oktober 1932 | 26. August 1936    |                                  | [ 2 ]     |
|      | Clarence S. Ridley (1883–1969)      | 27. August 1936  | 10. Juli 1940      |                                  | [ 2 ]     |
|      | Glen Edgar Edgerton (1887–1976)     | 11. Juli 1940    | 15. Mai 1944       |                                  | [ 2 ]     |
|      | Joseph Cowles Mehaffey (1889–1963)  | 16. Mai 1944     | 19. Mai 1948       |                                  | [ 2 ]     |
|      | Francis K. Newcomer (1889–1967)     | 20. Mai 1948     | 26. Mai 1952       |                                  | [ 2 ]     |
|      | John States Seybold (1897–1982)     | 27. Mai 1952     | 27. Mai 1956       |                                  | [ 2 ]     |
|      | William Everett Potter (1905–1988)  | 28. Mai 1956     | 30. Juni 1960      |                                  | [ 2 ]     |
|      | William Arnold Carter (1907–1996)   | 1. Juli 1960     | 31. Januar 1962    |                                  | [ 2 ]     |
|      | Robert John Fleming (1907–1984)     | 1. Februar 1962  | 31. Januar 1967    |                                  | [ 2 ]     |
|      | Walter Philip Leber (1918–2009)     | 21. Februar 1967 | 2. März 1971       |                                  | [ 2 ]     |
|      | David Stuart Parker (1919–1990)     | 3. März 1971     | 25. März 1975      |                                  | [ 2 ]     |
|      | Harold Parfitt (1921–2006)          | 26. März 1975    | 30. September 1979 | Letzter Gouverneur der Kanalzone | [ 2 ]     |